# 窃听风云3
《窃听风云3》是一部2014年上映的中港合拍電影，為《竊聽風雲系列》電影的第三部，亦是最後一部，由麥兆輝和莊文強联合編導及由爾冬陞和黄斌共同監製，刘青云、古天乐、吴彦祖和周迅等多位知名演員主演。此片仍由百姓電影有限公司製作，博納影業與發行工作室聯合發行。
本片共计获得2015年第34届香港电影金像奖的最佳编剧、最佳男主角和最佳男配角三项大奖。

## 劇情
在香港，新界每個男性原居民可以向政府申請建一棟三層獨立屋免地税。這計劃長期引起社會爭議。特區政府決定終止接受丁屋申请。地产公司准备將剩餘的丁權進行統一，興建多層式的「丁屋大廈」。新界鄉紳話事人陸瀚濤（曾江飾）打算獨吞整個地產項目，但各地產巨頭定要分一杯羹。新界大地主陸永遠（錢嘉樂飾）向誰靠攏，將影響到「丁屋大廈」的歸屬。瀚濤的司機羅永就（古天樂飾）駕車撞死永遠。永遠之死，令瀚濤成功拿下大地產項目。
五年後，永就出獄。同為瀚濤效力的同村兄弟陸金強（劉青雲飾）等人卻不想與他分享既得利益。意想不到的是，永就在瀚濤的女兒陸永瑜（葉璇飾）等人指挥下，在酒中下藥迷倒眾人，更找來獄中結識的電腦奇才阿祖（吳彥祖飾），將金強等人的手機植入竊聽程式，暗中監視眾人的一舉一動。
阿祖在竊聽行動當中，意外結識了為錢拚搏的圍村寡妇、陸永遠的遗孀阮月華（周迅飾）。透過連番竊聽，永就發現了金強等人的巨大陰謀，几方势力经过缠斗，最后大部分人死掉，陸金強良心發現，阿祖出獄後和月華再次相聚。

## 演員
| 演員   | 角色         | 身分／關係 |
| 劉青雲 | 陸金強       | 陸氏四兄弟中的大哥 曾跟阮月華表明心意，知道對方放不下陸永遠，仍默默守護她 險被阮月華開車撞死，但頓悟 造型影射侯志強                                                                              |
| 古天樂 | 羅永就       | 陸永瑜之前男友 因開車撞死陸永遠，后入獄五年 對陸氏兄弟四人進行竊聽 最終因汽車爆炸而被炸死，死前與陸永瑜相擁在一起                                                                                |
| 吳彥祖 | 阿祖         | 幫羅永就竊聽陸氏兄弟 阮月華對其有好感 最終被判入獄，片末交代出獄後向嬌嬸買地從事農務工作，並與阮月華重逢                                                                                         |
| 周迅   | 阮月華       | 陸永遠之妻子 險些撞死陸金強,但最後後停下來 對阿祖有好感，在阿祖出獄一個月後與之重逢 |
| 葉璇   | 陸永瑜       | 羅永就之前女友 萬山之現任女友 陸瀚濤之女 憎恨父親當年逼她拿掉她與永就的孩子 後來阻止萬山救陸瀚濤而導致陸瀚濤糖尿病病發失救致死，有與永就坦承此事，最終因汽車爆炸而被炸死，死前與羅永就相擁在一起 |
| 方中信 | 陸永富       | 陸氏兄弟 因發現陸建波與自己妻子有染，在地盤與陸建波爭執並用磚頭砸死陸建波 後半段接近片末時為救陸金強開車與阿祖駕駛的車衝撞，最後被掉下的廢車堆砸死 造型影射郭永鴻                                |
| 林家棟 | 陸建波       | 陸氏兄弟，與陸永富妻子有染 最終被陸永富發現並在地盤被陸永富用磚頭砸死 |
| 林嘉華 | 陸永泉       | 陸氏兄弟 最後因藏毒及販毒被警方拘捕 造型影射梁福元 |
| 曾江   | 陸瀚濤       | 陸永瑜之父，陸氏家族太公，陸國集團主席 中段因陸永瑜及萬山見死不救而糖尿病病發失救致死 造型影射劉皇發 陸國集團之名或出自曾江於電視劇《誓不低頭》中所演的大反派陸國榮                              |
| 吳孟達 | 司徒光       | 四大地產商財團總代表 最終因汽車爆炸而被炸死 |
| 黃磊   | 萬山         | 富商，鍾情陸永瑜並成為陸永瑜現任男友 深愛女友全力支持她做的決定 愧疚沒救陸瀚濤，最終因汽車爆炸而被炸死                                                                                           |
| 黃奕   | 富嫂         | 陸永富之妻子，與陸建波有染 |
| 錢嘉樂 | 陸永遠       | 阮月華之丈夫 五年前被羅永就開車撞死 |
| 劉浩龍 | 龍哥         | 黑道中人 |
| 谷德昭 | 高登         | 協助陸金強進行反竊聽 |
| 羅蘭   | 嬌姐         | 村民 |
| 郭鋒   | 陸九         | 九叔 |
| 楊英偉 | 明哥         | 村民 |
| 駱應鈞 | 馬志權       | 政府高官，掌管新界，提供利益輸送與賄賂其他官員 最終因汽車爆炸而被炸死 |
| 袁嘉敏 | 妓女         | |
| 何華超 | 貨車司機領頭 | |
| 龍天生 | 工友         | |
| 袁富華 | 工友         | |
| 鄭恕峰 | 村民         | |
| 盧頌衡 | 陸日生       | |

## 製作

### 發展與選角
2011年8月22日，有報導指《窃听风云2》上映後因票房賣座，可能於2013年暑假推出《窃听风云3》，但導演莊文強稱第三集未有任何概念，亦無意中被問到「還會繼續劉青雲、古天樂、吳彥祖的組合嗎？」莊文強回應：「在《竊聽風雲》裡，吳彥祖死了，古天樂斷手斷腳；《竊聽風雲2》裡我們只讓吳彥祖死了。在第三部中，吳彥祖『可能』繼續死。」其後吳彥祖接受採訪時說：「我和古天樂合作太多，觀眾已經看膩了，會『離婚』一段時間。」後來於同年9月7日，吴彦祖在電影《窃听风云2》的慶功宴上表示已落實《窃听风云3》此製作。2013年3月15日，莊文強表示原本還考慮邀請江毅回來繼續演出，並依舊飾演劇中的反派，但江毅因肺癌病逝使劇情中的反派角色落空。然而於同年6月3日，《竊聽風雲3》開拍，確定仍由刘青云、古天乐及吴彦祖繼續主演，而方中信、黄奕及叶璇等前兩集的相關演員將擔任配角。同年8月3日，出品方博納影業集團總裁于冬宣布，由原班人馬打造的《竊聽風雲3》定下女主角，周迅是此片的正牌女一號，並說明此次是罕見的開機後才決定 。關於周迅的加盟，古天樂表示：「周迅跟吳彥祖在螢幕上談過兩次戀愛、當過劉青雲的七太太，我只跟她合拍過廣告，期待和她在大銀幕上合作好久了」。周迅並在此片全篇以粵語演出，飾演育有一子的寡婦。

### 拍攝
報章《佛山日報》指《窃听风云3》計劃於2012年拍攝，惟過去從來沒有證實。2013年3月7日，電影的製作正進入初步階段，並計劃於4月拍攝，但仍然未實行。直到於同年6月3日，該片舉行開鏡記者會，宣布在香港正式開機。於同年8月14日，《竊聽風雲3》召開記者發布會，全片正式殺青。

## 宣傳
《窃听风云3》的首款海報於2013年3月21日釋出，在香港国际影视展裡的发行工作室展厅外出現。2013年10月8日，製片方公布第一款「正式版」宣傳海報，但主演的吳彥祖、古天樂、周迅未出現在其中，只有劉青雲和方中信等人。《竊聽風雲3》陣容集結前兩部的演員，一共有20多個角色。在此前的開機發布會上，導演麥兆輝與莊文強表示，第三部創作會做出很大程度的改變，「我們以前拍的東西都比較安靜。不過兩年前有次和林嶺東喝酒，他說你看我電影裡每個人都很衝動，你倆的就不會，然後忽然覺得，我們也有可能去拍一個很野蠻、很衝動的電影，於是就有了現在的故事。」
2013年12月12日，片方釋出首波前導預告。監制黃斌表示，服裝設計都是比較符合角色的習慣，穿著不太搭調的奢侈服裝，手裡拿著巨額的賭場籌碼和運用更尖端的監視設備。而且圖像竊聽，可令角色互相制約的程度更深入，也令關係更為難以捉摸。
2014年5月13日，片方在報章、電視及網上以「陸國集團」(01465)招股為名推出一系列廣告，並加上「管理層」劉青雲、林家棟、方中信等人物簡介，成功吸引不少人關注。

## 電影歌曲
| 曲別   | 歌名         | 作詞 | 作曲   | 编曲&監制 | 演唱者                                                   |
| 主題曲 | 共你癡癡愛在 | 黃霑 | 顧嘉煇 | 陳光榮    | 容祖兒                                                   |
| 主題曲 | 風雲         | 黃霑 | 顧嘉煇 |           | 劉青雲、古天樂、方中信、林家棟、林嘉華（新界土豪聯盟版） |

## 评价
《新京报》认为：“人与土地的关系是电影戏核。从格局上来说，《窃3》的野心要远远超越两部前作。由“丁权”所引发的利益纠纷是电影的主线，有的人被贪婪和欲望所驱使疯狂囤地；有些人因无知、堕落靠卖地过活；有些人则一直在坚守祖先留下的遗产，任凭岁月的变迁我自岿然不动。这三种人构成了电影中矛盾的三方。蔓延开来的是，兄弟情、邻里情、青梅竹马情、贪婪和欲望、背叛和复仇，再加上一点点怀旧和乡土气息。就其故事内核而言，《窃3》完全可以写成一出80集左右的港剧，其精彩程度预计能比肩当年红遍大江南北的《创世纪》。令人感到遗憾的是，电影的容量有限，编剧对故土和乡亲、邻里、手足的浓浓深情不得不一次又一次的点到为止。兄弟之情不慍不火，男女之情不咸不淡，贪婪只剩下盲目，复仇也找不到动机，反面角色一二到底，正面角色好到没有人性。故事是个好故事，只是想说的太多，结果就是什么都没说明白。”
不少观众认为讲述房地产勾心斗角现象的本片有大的视野和比较强的现实意义，剧情有些虎头蛇尾，质量不如前两部。

## 票房
中国大陆累计3.12亿人民币，创造该系列票房新高。

## 獎項
《竊聽風雲》獲得第三十四屆香港電影金像獎11項提名
| 獎項                              | 類別             | 名字           | 結果 |
| --------------------------------- | ---------------- | -------------- | ---- |
| 第9屆香港電影導演會年度大獎       | 最佳男主角       | 劉青雲         | 獲獎 |
| 第34屆香港電影金像獎              | 最佳電影         | 竊聽風雲3      | 提名 |
| 第34屆香港電影金像獎              | 最佳導演         | 麥兆輝、莊文強 | 提名 |
| 第34屆香港電影金像獎              | 最佳编剧         | 麥兆輝、莊文強 | 獲獎 |
| 第34屆香港電影金像獎              | 最佳男主角       | 劉青雲         | 獲獎 |
| 第34屆香港電影金像獎              | 最佳男配角       | 曾江           | 獲獎 |
| 第34屆香港電影金像獎              | 最佳男配角       | 方中信         | 提名 |
| 第34屆香港電影金像獎              | 最佳攝影         | 潘耀明         | 提名 |
| 第34屆香港電影金像獎              | 最佳剪接         | 彭正熙         | 提名 |
| 第34屆香港電影金像獎              | 最佳美術指導     | 文念中         | 提名 |
| 第34屆香港電影金像獎              | 最佳服裝造型設計 | 文念中         | 提名 |
| 第34屆香港電影金像獎              | 最佳音響效果     | 曾景祥         | 獲獎 |
| 第21屆香港電影評論學會大獎        | 最佳電影         | 竊聽風雲3      | 提名 |
| 第21屆香港電影評論學會大獎        | 最佳導演         | 麥兆輝、莊文強 | 提名 |
| 第21屆香港電影評論學會大獎        | 最佳編劇         | 麥兆輝、莊文強 | 提名 |
| 第21屆香港電影評論學會大獎        | 最佳女演員       | 周迅           | 提名 |
| 第21屆香港電影評論學會大獎        | 最佳女演員       | 葉璇           | 提名 |
| 第21屆香港電影評論學會大獎        | 最佳男演員       | 劉青雲         | 獲獎 |
| 第21屆香港電影評論學會大獎        | 推薦電影         | 竊聽風雲3      | 獲獎 |
| 第9屆亞洲電影大獎                 | 最佳男主角       | 劉青雲         | 提名 |
| 第3屆海峽兩岸三地「十大華語電影」 | 十大華語電影     | 竊聽風雲3      | 獲獎 |
| 第15屆華語電影傳媒大獎            | 最受矚目電影     | 竊聽風雲3      | 提名 |

## 外部連結
- WMOOV電影上《竊聽風雲3 （页面存档备份，存于）》的資料（中文）
- Yahoo奇摩電影上《窃听风云3》的資料（繁體中文）
- 開眼電影網上《窃听风云3》的資料（繁體中文）
- 香港影庫上《窃听风云3》的資料（繁體中文）
- 豆瓣电影上《窃听风云3》的資料 （简体中文）
- 时光网上《窃听风云3》的資料（简体中文）
- AllMovie上《窃听风云3》的资料（英文）
- 互联网电影数据库（IMDb）上《窃听风云3》的资料（英文）

| 香港 ViuTV 週六好戲勢 20:30 - 23:30 | 香港 ViuTV 週六好戲勢 20:30 - 23:30 | 香港 ViuTV 週六好戲勢 20:30 - 23:30           |
| ----------------------------------- | ----------------------------------- | --------------------------------------------- |
|                                     | 竊聽風雲3 （2020年9月5日）          |                                               |
| 三岔口 （2020年8月29日）            | 霍元甲 （2020年9月12日）            |                                               |
| 週六好戲勢 21:30 - 00:30            |                                     |                                               |
| 掃毒（重播） （2022年4月23日）      | 竊聽風雲3（重播） （2022年4月30日） | 肥美人總決賽 （21:30-23:30） （2022年5月7日） |